# Dewoitine D.26
Il Dewoitine D.26 era un aereo da addestramento monomotore ad ala alta a parasole sviluppato dall'azienda aeronautica francese Société Aéronautique Française - Avions Dewoitine nei tardi anni venti, poi avviato alla produzione in piccola serie dalla stessa ma in parte assemblato dalla svizzera Eidgenössischen Konstruktionswerkstätten (EKW) negli anni trenta.
Sviluppato congiuntamente al caccia D.27 ne era sostanzialmente una variante che, adottando una diversa motorizzazione, era stata concepita per il mercato estero.

## Storia del progetto
La componente aerea militare della Svizzera si era sviluppata dopo il termine della prima guerra mondiale acquistando alcuni modelli surplus e provenienti dall'ex Impero tedesco, obbligato ad azzerare la propria flotta dalle clausole dei trattati di resa. Alla fine degli anni venti però i reparti da caccia svizzeri erano ancora equipaggiati degli oramai antiquati Fokker D.VII e l'esigenza di rinnovare il proprio parco velivoli si fece pressante.
In quest'ambito nel 1929 il governo svizzero autorizzò l'acquisto di un nuovo modello da caccia e la scelta cadde sul Dewoitine D.27 e, nello stesso periodo, su di un nuovo modello da destinare alla formazione dei propri piloti. Le autorità militari si orientarono sul D.26, un modello molto simile al D.27 dal quale si differenziava essenzialmente per la dotazione di un motore dalla potenza inferiore.
Il prototipo, inizialmente indicato come D.27 II, venne portato in volo per la prima volta nel dicembre 1929 e dopo il periodo di prove in volo avviato alla produzione in serie.
La Dewoitine realizzò un iniziale lotto di nove esemplari, tutti consegnati alla Svizzera nel 1931, al quale si aggiunsero in seguito altri due esemplari specificatamente studiati per l'addestramento alla caccia, equipaggiati con un motore dalla maggior potenza, un Hispano-Suiza 9Qa (il Wright R-975 Whirlwind realizzato in Francia su licenza) da 300 hp (223,5 kW) e dotati di fotomitragliatrici posizionate nel piano alare.

## Impiego operativo
I primi nove D.26 a disposizione dell'Esercito svizzero vennero consegnati ai reparti delle proprie Truppe d'aviazione dove furono impiegati principalmente all'addestramento ed al volo in formazione, seguiti dai due destinati alla formazione dei piloti da caccia.
Il modello si rivelò particolarmente longevo, rimanendo in carico alle scuole di volo militari con la quasi totalità degli esemplari costruiti fino al 1948, anno in cui vennero dismessi ma venduti sul mercato dell'aviazione generale.
Rilevati dall'Aero-Club Svizzero (AeCS), i D.26 continuarono il servizio come aereo civile, utilizzati per molti anni come aereo da traino alianti. L'esemplare immatricolato U-288 fu l'ultimo a rimanere in servizio, radiato nel 1970 dopo quasi quarant'anni dal primo volo.

## Utilizzatori
Svizzera
- Truppe d'aviazione dell'Esercito svizzero

### Pubblicazioni
- Dewoitine D.26, in Aerei da guerra, Ginevra - Novara, Edito Service S.A. - Istituto Geografico De Agostini, 1993.